# Masters de Montecarlo 2022
El Rolex Monte-Carlo Masters 2022 fue un torneo de tenis masculino que se disputó en abril de 2022 sobre tierra batida. Fue la 115.ª edición del llamado Masters de Montecarlo, patrocinado por Rolex. Tuvo lugar en el Montecarlo Country Club de Roquebrune-Cap-Martin (Francia), cerca de Montecarlo (Mónaco).

## Puntos y premios en efectivo

### Distribución del Torneo
| Evento       | G    | F   | SF  | CF  | R16 | R32 | R48 | C  | C2 | C1 |
| Individuales | 1000 | 600 | 360 | 180 | 90  | 45  | 10  | 25 | 16 | 0  |
| Dobles       | 1000 | 600 | 360 | 180 | 90  | 0   | —   | —  | —  | —  |

### Premios en efectivo
| Evento       | G           | F         | SF        | CF        | R16      | R32      | R56      | C2     | C1     |
| Individuales | 1 231 245 € | 646 110 € | 343 985 € | 179 940 € | 54 400 € | 30 130 € | 18 200 € | 4000 € | 2040 € |
| Dobles       | 289 670 €   | 141 820 € | 71 130 €  | 36 510 €  | 18 870 € | 9960 €   | —        | —      | —      |

## Cabezas de serie
Como resultado de las reglas especiales de ajuste de clasificación debido a la pandemia de COVID-19, los jugadores defienden el mayor de sus puntos del torneo de 2021 o el 50 % restante de sus puntos del torneo de 2019. Esos puntos no eran obligatorios y se incluyen en la tabla a continuación solo si contaron para la clasificación del jugador a partir del 21 de marzo de 2022. Los jugadores que no estén defendiendo puntos de los torneos de 2019 o 2021 tendrán su 19.º mejor resultado reemplazado por sus puntos del torneo 2022.

### Individuales masculino
| N.º | Rank. | Tenista               | Puntos | Puntos por defender | Puntos ganados | Nuevos puntos | Ronda hasta la que avanzó en el torneo               |
| 1   | 1     | Novak Djokovic        | 8420   | 90                  | 10             | 8340          | Segunda ronda, perdió ante Alejandro Davidovich      |
| 2   | 3     | Alexander Zverev      | 7195   | 90                  | 360            | 7465          | Semifinales, perdió ante Stefanos Tsitsipas [3]      |
| 3   | 5     | Stefanos Tsitsipas    | 5980   | 1000                | 1000           | 5980          | Campeón, venció a Alejandro Davidovich               |
| 4   | 7     | Casper Ruud           | 4380   | 360                 | 90             | 4110          | Tercera ronda, perdió ante Grigor Dimitrov           |
| 5   | 8     | Andrey Rublev         | 4375   | 600                 | 90             | 3865          | Tercera ronda, perdió ante Jannik Sinner [9]         |
| 6   | 9     | Félix Auger-Aliassime | 3625   | 10                  | 10             | 3625          | Segunda ronda, perdió ante Lorenzo Musetti           |
| 7   | 10    | Cameron Norrie        | 3440   | 45                  | 10             | 3405          | Segunda ronda, perdió ante Albert Ramos              |
| 8   | 11    | Carlos Alcaraz        | 3320   | 0                   | 10             | 3330          | Segunda ronda, perdió ante Sebastian Korda           |
| 9   | 12    | Jannik Sinner         | 3054   | 45                  | 180            | 3189          | Cuartos de final, perdió ante Alexander Zverev [2]   |
| 10  | 13    | Taylor Fritz          | 2875   | 45                  | 180            | 3010          | Cuartos de final, perdió ante Alejandro Davidovich   |
| 11  | 14    | Hubert Hurkacz        | 2873   | 45                  | 180            | 3008          | Cuartos de final, perdió ante Grigor Dimitrov        |
| 12  | 16    | Diego Schwartzman     | 2580   | 45                  | 180            | 2715          | Cuartos de final, perdió ante Stefanos Tsitsipas [3] |
| 13  | 19    | Pablo Carreño         | 2015   | 90                  | 90             | 2015          | Tercera ronda, perdió ante Alexander Zverev [2]      |
| 14  | 18    | Roberto Bautista      | 2060   | 90                  | 0              | 1970          | Baja antes de la primera ronda.                      |
| 15  | 20    | Nikoloz Basilashvili  | 1801   | 10                  | 10             | 1801          | Primera ronda, se retiró ante Grigor Dimitrov        |
| 16  | 26    | Lorenzo Sonego        | 1563   | 103                 | 45             | 1505          | Segunda ronda, perdió ante Laslo Djere               |

- Ranking del 4 de abril de 2022.[2]

#### Bajas
| Rank. | Tenista           | Puntos antes | Puntos por defender | Puntos ganados | Puntos después | Motivo                 |
| ----- | ----------------- | ------------ | ------------------- | -------------- | -------------- | ---------------------- |
| 2     | Daniil Medvédev   | 8410         | 180                 | 0              | 8230           | Operación de hernia.   |
| 4     | Rafael Nadal      | 7115         | 180                 | 0              | 6935           | Fisura en la costilla. |
| 6     | Matteo Berrettini | 4945         | 10                  | 0              | 4935           | Lesión en la mano.     |
| 18    | Roberto Bautista  | 2060         | 90                  | 0              | 1970           | Lesión en la muñeca.   |

### Dobles masculino
| Tenista                             | Ranking | Preclasificado |
| Rajeev Ram Joe Salisbury            | 3       | 1              |
| Nikola Mektić Mate Pavić            | 7       | 2              |
| Marcel Granollers Horacio Zeballos  | 11      | 3              |
| Pierre-Hugues Herbert Nicolas Mahut | 15      | 4              |
| Tim Puetz Michael Venus             | 20      | 5              |
| Juan Sebastián Cabal Robert Farah   | 24      | 6              |
| Wesley Koolhof Neal Skupski         | 31      | 7              |
| Marcelo Arévalo Jean-Julien Rojer   | 51      | 8              |

## Campeones

### Individual masculino
Stefanos Tsitsipas venció a  Alejandro Davidovich por 6-3, 7-6(7-3)

### Dobles masculino
Rajeev Ram /  Joe Salisbury vencieron a  Juan Sebastián Cabal /  Robert Farah por 6-4, 3-6, [10-7]